# چارلز براکدن براون
چارلز براکدن براون (انگلیسی: Charles Brockden Brown؛ ۱۷ ژانویهٔ ۱۷۷۱ – ۲۲ فوریهٔ ۱۸۱۰) یک نویسنده، پدیدآور، و رمان‌نویس اهل ایالات متحده آمریکا بود.